# Torcuato Fernández-Miranda Hevia
Torcuato Fernández-Miranda Hevia, I duca Fernández-Miranda (Gijón, 10 novembre 1915 – Londra, 19 giugno 1980), è stato un politico spagnolo.

## Biografia
Professore di diritto all'università, franchista di impostazione monarchica, fu rettore dell'Università di Oviedo tra il 1951 e il 1953. Fu docente dal 1962 all'università di Salamanca.
Dal 1969 al gennaio 1974 fu Segretario generale del Movimiento Nacional, con il rango di ministro. 
Nel giugno 1973 fu nominato Vicepresidente del Governo spagnolo.
Dal 20 dicembre al 31 dicembre del 1973, a seguito dell'attentato in cui perse la vita l'ammiraglio Luis Carrero Blanco, supplì alla presidenza dell'Esecutivo. Fu in ballottaggio per guidare il successivo governo, ma Franco gli preferì Carlos Arias Navarro.
Dal 1969 era stato professore di diritto, mentore e consigliere del príncipe Juan Carlos.
E il 6 dicembre 1975, appena divenuto re, Juan Carlos lo volle presidente del Consiglio del Regno e delle Cortes Españolas, fino al loro scioglimento nel 1977, e lo sostenne durante la transizione alla democrazia. Nel 1977 il re lo nominò Duca di Fernández-Miranda.
Dal 1977 al 1979 fu senatore nelle Cortes Generales, per designazione reale.